# Saison 2021-2022 de l'Amiens SC
 (juillet 2022).
Si vous disposez d'ouvrages ou d'articles de référence ou si vous connaissez des sites web de qualité traitant du thème abordé ici, merci de compléter l'article en donnant les références utiles à sa vérifiabilité et en les liant à la section « Notes et références ».
Maillots
Chronologie
Saison précédente Saison suivante
La saison 2021-2022 de l'Amiens SC est la saison sportive de juillet 2021 à mai 2022 de l'Amiens Sporting Club, club de football situé à Amiens.
Cette saison voit le club évoluer dans deux compétitions : la Ligue 2, deuxième niveau du football français et la Coupe de France.

## Résumé de la saison
Equipe-type : Gurtner - Mendy, Pavlovic, Fofana - Gene, Lomotey, Benet, Sy (Xantippe) - Lusamba - Badji, Bamba (Arokodare)
Pourtant, les Amiénois vont très mal commencer la saison, avec 3 défaites consécutives, et doivent attendre la 4e journée pour se rattraper et l'emporter 2-0 face à Guingamp. Après cette victoire, le club espère reprendre espoir, mais enchaine sur une série noire de 8 matchs sans victoire, pointant à une décevante 19e place à la 12e journée. Les Amiénois vont alors se ressaisir et vont emporter leurs deuxième victoire de la saison contre Valenciennes à domicile 3-0, qui sera le début d'une série de 13 matchs sans défaites en 15 rencontres. Après ce gros temps fort de l'équipe picarde, qui passe de la 19e à la 9e place, la fin de saison est bien plus compliquée, avec seulement 2 victoires en 12 matchs, pour 5 matchs nuls et 5 défaites, dont une 6-0 contre Toulouse, le futur champion de ligue 2. La saison se termine donc sur une très décevante 14e place.

## Joueurs et encadrement technique

### Effectif et statistiques
Les tableaux suivant présentent les joueurs et l'encadrement technique de l'Amiens SC ayant fait partie de l'effectif de la saison 2021-2022.
| P  | N° | Joueur                       | Âge    | Depuis | Ch. app. | Ch. tit. | But inscrit | Passe décisive | CF. app. | But inscrit |
| -- | -- | ---------------------------- | ------ | ------ | -------- | -------- | ----------- | -------------- | -------- | ----------- |
| G  | 1  | Régis Gurtner                | 34 ans | 2015   | 38       | 38       |             |                |          |             |
| G  | 30 | Matthieu Rongier             | 19 ans | 2021   | -        | -        |             |                |          |             |
| G  | 16 | Yohann Thuram-Ulien          | 32 ans | 2020   | 1        | 0        |             |                | 6        |             |
| DD | 13 | Mickaël Alphonse             | 31 ans | 2020   | 16       | 15       | 1           | 1              | 1        |             |
| DD | 15 | Youssouf Assogba             | 19 ans | 2020   | -        | -        |             |                |          |             |
| D  | –  | Amadou Diagne                | 26 ans | –      |          |          |             |                | 1        |             |
| DC | 2  | Mamadou Fofana               | 23 ans | 2021   | 32       | 29       |             | 1              | 3        |             |
| DD | –  | Rafael Bandeira Fonseca      | 19 ans | 2020   |          |          |             |                |          |             |
| DD | 35 | Valentin Gendrey             | 21 ans | 2020   | 1        | 1        |             |                |          |             |
| DC | 5  | Formose Mendy                | 20 ans | 2021   | 31       | 30       | 1           |                | 5        | 1           |
| DC | 21 | Nathan Monzango              | 20 ans | 2020   | 2        | 2        |             |                |          |             |
| DC | 4  | Nicholas Opoku               | 23 ans | 2020   | 8        | 4        |             |                |          |             |
| DC | 14 | Mateo Pavlović               | 31 ans | 2021   | 25       | 24       | 2           |                | 3        |             |
| DG | 18 | Harouna Sy                   | 25 ans | 2021   | 24       | 20       |             | 2              | 4        |             |
| DG | 32 | Matthéo Xantippe             | 19 ans | 2021   | 22       | 18       |             | 4              | 3        |             |
| M  | 21 | Jessy Benet                  | 26 ans | 2021   | 30       | 21       |             | 2              | 5        | 1           |
| M  | 6  | Mamadou Fofana               | 20 ans | 2021   | 16       | 2        |             |                | 4        |             |
| M  | 36 | Owen Gene                    | 18 ans | 2021   | 20       | 18       |             | 2              | 4        | 1           |
| M  | 24 | Eddy Gnahoré                 | 27 ans | 2018   | 14       | 10       | 2           | 1              | 6        | 2           |
| M  | 22 | Iron Gomis                   | 21 ans | 2020   | 19       | 5        |             |                | 5        |             |
| M  | –  | Ibrahima Keita               | 19 ans | –      |          |          |             |                | 1        |             |
| M  | 20 | Mathis Lachuer               | 20 ans | 2020   | 30       | 16       |             | 1              | 6        |             |
| M  | 12 | Emmanuel Lomotey             | 23 ans | 2020   | 29       | 22       |             |                | 3        |             |
| M  | 10 | Arnaud Lusamba               | 24 ans | 2020   | 36       | 32       | 3           | 4              | 3        | 1           |
| M  | 7  | Jayson Papeau                | 25 ans | 2020   | 5        | 3        | 1           |                |          |             |
| M  | 28 | Gaoussou Traoré              | 21 ans | 2018   | 4        | 1        |             |                | 2        |             |
| M  | 25 | Bongani Zungu                | 28 ans | 2017   | 13       | 10       |             |                | 3        |             |
| A  | 19 | Chadrac Akolo                | 26 ans | 2019   | 33       | 17       | 6           |                | 5        | 4           |
| A  | 9  | Toluwalase Arokodare (→prêt) | 20 ans | 2021   | 35       | 20       | 8           | 2              | 5        | 5           |
| A  | 17 | Aliou Badji (→prêt)          | 23 ans | 2021   | 26       | 23       | 13          | 3              | 5        | 1           |
| A  | 7  | Kader Bamba (→prêt)          | 27 ans | 2021   | 28       | 22       | 2           | 7              | 3        |             |
| A  | 23 | Amadou Ciss                  | 21 ans | 2020   | 9        | 2        |             | 2              | 1        |             |
| A  | 11 | Adama Diakhaby               | 24 ans | 2021   | 12       | 4        |             |                | 2        |             |
| A  | 8  | Matthieu Dossevi             | 33 ans | 2021   | 8        | 4        |             |                |          |             |
| A  | 31 | Charbel Gomez                | 20 ans | 2020   | 5        | 0        |             |                |          |             |
| A  | 26 | Jack Lahne                   | 19 ans | 2019   | 10       | 5        | 2           |                | 2        | 1           |
| A  | 27 | Mustapha Sangaré             | 22 ans | 2020   | 5        | 0        | 1           |                | 1        |             |

### Transferts

#### Mercato d'été
| Joueur               | P. | Club                  | Transfert                             |
| -------------------- | -- | --------------------- | ------------------------------------- |
| Arrivées             |    |                       |                                       |
| Nicholas Opoku       | D  | Udinese Calcio (D1)   | Transfert définitif                   |
| Bongani Zungu        | M  | Rangers FC (D1)       | Retour de prêt                        |
| Chadrac Akolo        | A  | SC Paderborn (D2)     | Retour de prêt                        |
| Jack Lahne           | A  | BK Häcken (D1)        | Retour de prêt                        |
| Formose Mendy        | D  | Club NXT (D2)         | Libre                                 |
| Mamadou Fofana       | M  | Le Havre AC (L2)      | Libre                                 |
| Toluwalase Arokodare | A  | Valmiera FC (D1)      | Prêt                                  |
| Charbel Gomez        | D  | Amiens SC rés.        | Premier contrat et intégré équipe pro |
| Harouna Sy           | D  | USL Dunkerque (L2)    | Transfert                             |
| Aliou Badji          | A  | Al Ahly SC (D1)       | Prêt                                  |
| Mamadou Fofana       | D  | FC Metz (L1)          | Transfert                             |
| Kader Bamba          | A  | FC Nantes (L1)        | Prêt                                  |
| Matthieu Dossevi     | A  | Denizlispor (D1)      | Transfert                             |
| Mateo Pavlović       | D  | Angers SCO (L1)       | Libéré de son contrat                 |
| Jessy Benet          | M  | Grenoble Foot 38 (L2) | Libre                                 |
| Owen Gene            | D  | Amiens SC rés.        | Premier contrat et intégré équipe pro |
| Matthéo Xantippe     | D  | Amiens SC rés.        | Joueur amateur intégré équipe pro     |

| Joueur              | P. | Club                     | Transfert                             |
| ------------------- | -- | ------------------------ | ------------------------------------- |
| Départs             |    |                          |                                       |
| Saman Ghoddos       | A  | Brentford (D1)           | Transfert définitif                   |
| Gaël Kakuta         | M  | RC Lens (D1)             | Transfert définitif                   |
| Grégoire Coudert    | G  | Stade brestois (L1)      | Fin de contrat                        |
| Sambou Yatabaré     | M  | Valenciennes FC (L2      | Fin de contrat                        |
| Racine Coly         | D  | OGC Nice (D1)            | Retour de prêt                        |
| Prince-Désir Gouano | D  | Fin de carrière          | Fin de contrat                        |
| Molla Wagué         | D  | FC Nantes (L1)           | Retour de prêt                        |
| Abou Ouattara       | A  | LOSC Lille (D1)          | Retour de prêt                        |
| Alexis Blin         | M  | US Lecce (D2)            | Transfert (1 M€)                      |
| Florian Bianchini   | A  | US Avranches (N1)        | Prêt                                  |
| Stephen Odey        | A  | KRC Genk (D1)            | Retour de prêt                        |
| Cheick Timité       | A  | CF Fuenlabrada (D2)      | Fin de contrat                        |
| Darell Tokpa        | A  | Red Star FC (N1)         | Prêt                                  |
| Mohamed Ouhatti     | M  | Amiens SC rés.           | Intégré équipe pro                    |
| Mohamed Ouhatti     | M  | US Orléans (N1)          | Prêt                                  |
| Valentin Gendrey    | D  | US Lecce (D2)            | Transfert                             |
| Driss Khalid        | A  | US Orléans (N1)          | Retour de prêt                        |
| Driss Khalid        | A  | Moulins Yzeure Foot (N2) | Libéré de son contrat                 |
| Jayson Papeau       | M  | Warta Poznan (D1)        | Transfert (150 k€)                    |
| Nathan Monzango     | D  | Çaykur Rizespor (D1)     | Prêt                                  |
| Youssouf Assogba    | D  | Amiens SC rés.           | Premier contrat et intégré équipe pro |
| Youssouf Assogba    | D  | US Boulogne (N1)         | Prêt                                  |

#### Mercato d'hiver
| Joueur          | P. | Club                 | Transfert                              |
| --------------- | -- | -------------------- | -------------------------------------- |
| Arrivées        |    |                      |                                        |
| Nathan Monzango | D  | Çaykur Rizespor (D1) | Retour de prêt et intégré à la réserve |

| Joueur                  | P. | Club                     | Transfert             |
| ----------------------- | -- | ------------------------ | --------------------- |
| Départs                 |    |                          |                       |
| Iron Gomis              | M  | USL Dunkerque (L2)       | Prêt                  |
| Mickaël Alphonse        | D  | Maccabi Haïfa FC (D1)    | Libéré de son contrat |
| Amadou Ciss             | A  | Adanaspor (D2)           | Prêt                  |
| Jack Lahne              | A  | PFK Botev Plovdiv (D1)   | Prêt                  |
| Rafael Bandeira Fonseca | D  | Académico de Viseu FC    | Libéré de son contrat |
| Youssouf Assogba        | D  | US Boulogne (N1)         | Retour de prêt        |
| Youssouf Assogba        | D  | Jönköpings Södra IF (D2) | Prêt                  |

## Résultats

### Ligue 2
| 1er journée – 16e            | Amiens SC    | 1 – 2   | AJ auxerroise        | | |
| Samedi 24 juillet 2021 19h00 | Alphonse 39e | (1 – 0) | 63e Sakhi · 71e Hein | Stade de la Licorne, Amiens Spectateurs : 5 562 Diffuseur : La chaîne L'Équipe (multiplex) et L'Équipe Live Arbitrage : Mathieu Vernice | Stade de la Licorne, Amiens Spectateurs : 5 562 Diffuseur : La chaîne L'Équipe (multiplex) et L'Équipe Live Arbitrage : Mathieu Vernice |
| Samedi 24 juillet 2021 19h00 | Rapport      |         |                      | Stade de la Licorne, Amiens Spectateurs : 5 562 Diffuseur : La chaîne L'Équipe (multiplex) et L'Équipe Live Arbitrage : Mathieu Vernice | Stade de la Licorne, Amiens Spectateurs : 5 562 Diffuseur : La chaîne L'Équipe (multiplex) et L'Équipe Live Arbitrage : Mathieu Vernice |

| 2e journée – 18e             | AC ajaccien                                      | 3 – 1   | Amiens SC            | | |
| Samedi 31 juillet 2021 19h00 | Cimignani 10e · Courtet 45+1e · Moussiti-Oko 74e | (1 – 0) | 47e (pen.) Arokodare | Stade François-Coty, Ajaccio Spectateurs : 2 491 Diffuseur : La chaîne L'Équipe (multiplex) et L'Équipe Live Arbitrage : Nicolas Rainville | Stade François-Coty, Ajaccio Spectateurs : 2 491 Diffuseur : La chaîne L'Équipe (multiplex) et L'Équipe Live Arbitrage : Nicolas Rainville |
| Samedi 31 juillet 2021 19h00 | Rapport                                          |         |                      | Stade François-Coty, Ajaccio Spectateurs : 2 491 Diffuseur : La chaîne L'Équipe (multiplex) et L'Équipe Live Arbitrage : Nicolas Rainville | Stade François-Coty, Ajaccio Spectateurs : 2 491 Diffuseur : La chaîne L'Équipe (multiplex) et L'Équipe Live Arbitrage : Nicolas Rainville |

| 3e journée – 20e         | Amiens SC | 1 – 3   | US Quevilly       | | |
| Samedi 7 août 2021 19h00 | Akolo 11e | (1 – 2) | 19e 39e 58e Nazon | Stade de la Licorne, Amiens Spectateurs : 5 584 Diffuseur : La chaîne L'Équipe (multiplex) et L'Équipe Live Arbitrage : Marc Bollengier | Stade de la Licorne, Amiens Spectateurs : 5 584 Diffuseur : La chaîne L'Équipe (multiplex) et L'Équipe Live Arbitrage : Marc Bollengier |
| Samedi 7 août 2021 19h00 |           | Rapport | 50e Diaby         | Stade de la Licorne, Amiens Spectateurs : 5 584 Diffuseur : La chaîne L'Équipe (multiplex) et L'Équipe Live Arbitrage : Marc Bollengier | Stade de la Licorne, Amiens Spectateurs : 5 584 Diffuseur : La chaîne L'Équipe (multiplex) et L'Équipe Live Arbitrage : Marc Bollengier |

| 4e journée – 16e          | En Avant de Guingamp | 0 – 2   | Amiens SC              | | |
| Samedi 14 août 2021 19h00 |                      | (0 – 1) | 41e Papeau · 71e Lahne | Stade du Roudourou, Guingamp Spectateurs : 6 518 Diffuseur : La chaîne L'Équipe (multiplex) et L'Équipe Live Arbitrage : Alexandre Perreau Niel | Stade du Roudourou, Guingamp Spectateurs : 6 518 Diffuseur : La chaîne L'Équipe (multiplex) et L'Équipe Live Arbitrage : Alexandre Perreau Niel |
| Samedi 14 août 2021 19h00 | Rapport              |         |                        | Stade du Roudourou, Guingamp Spectateurs : 6 518 Diffuseur : La chaîne L'Équipe (multiplex) et L'Équipe Live Arbitrage : Alexandre Perreau Niel | Stade du Roudourou, Guingamp Spectateurs : 6 518 Diffuseur : La chaîne L'Équipe (multiplex) et L'Équipe Live Arbitrage : Alexandre Perreau Niel |

| 5e journée – 16e          | Amiens SC   | 0 – 0   | FC Sochaux-Montbéliard | | |
| Samedi 21 août 2021 19h00 |             | (0 – 0) |                        | Stade de la Licorne, Amiens Spectateurs : 5 982 Diffuseur : La chaîne L'Équipe (multiplex) et L'Équipe Live Arbitrage : Jérôme Miguelgorry | Stade de la Licorne, Amiens Spectateurs : 5 982 Diffuseur : La chaîne L'Équipe (multiplex) et L'Équipe Live Arbitrage : Jérôme Miguelgorry |
| Samedi 21 août 2021 19h00 | Lomotey 67e | Rapport | 75e Lopy               | Stade de la Licorne, Amiens Spectateurs : 5 982 Diffuseur : La chaîne L'Équipe (multiplex) et L'Équipe Live Arbitrage : Jérôme Miguelgorry | Stade de la Licorne, Amiens Spectateurs : 5 982 Diffuseur : La chaîne L'Équipe (multiplex) et L'Équipe Live Arbitrage : Jérôme Miguelgorry |

| 6e journée – 15e          | Chamois niortais FC | 0 – 0   | Amiens SC | | |
| Samedi 28 août 2021 19h00 |                     | (0 – 0) |           | Stade René-Gaillard, Niort Spectateurs : 1 598 Diffuseur : La chaîne L'Équipe (multiplex) et L'Équipe Live Arbitrage : Bartolomeu Varela | Stade René-Gaillard, Niort Spectateurs : 1 598 Diffuseur : La chaîne L'Équipe (multiplex) et L'Équipe Live Arbitrage : Bartolomeu Varela |
| Samedi 28 août 2021 19h00 | Rapport             |         |           | Stade René-Gaillard, Niort Spectateurs : 1 598 Diffuseur : La chaîne L'Équipe (multiplex) et L'Équipe Live Arbitrage : Bartolomeu Varela | Stade René-Gaillard, Niort Spectateurs : 1 598 Diffuseur : La chaîne L'Équipe (multiplex) et L'Équipe Live Arbitrage : Bartolomeu Varela |

| 7e journée – 16e               | Amiens SC | 0 – 1   | Rodez Football | | |
| Samedi 11 septembre 2021 19h00 |           | (0 – 1) | 34e Danger     | Stade de la Licorne, Amiens Spectateurs : 5 853 Diffuseur : La chaîne L'Équipe (multiplex) et L'Équipe Live Arbitrage : Nicolas Rainville | Stade de la Licorne, Amiens Spectateurs : 5 853 Diffuseur : La chaîne L'Équipe (multiplex) et L'Équipe Live Arbitrage : Nicolas Rainville |
| Samedi 11 septembre 2021 19h00 | Rapport   |         |                | Stade de la Licorne, Amiens Spectateurs : 5 853 Diffuseur : La chaîne L'Équipe (multiplex) et L'Équipe Live Arbitrage : Nicolas Rainville | Stade de la Licorne, Amiens Spectateurs : 5 853 Diffuseur : La chaîne L'Équipe (multiplex) et L'Équipe Live Arbitrage : Nicolas Rainville |

| 8e journée – 17e               | Nîmes Olympique                          | 3 – 3   | Amiens SC                               | | |
| Samedi 18 septembre 2021 19h00 | Benrahou 16e · Saint-Luce 21e · Koné 75e | (2 – 0) | 60e Badji · 89e Lahne · 90+5e Arokodare | Stade des Costières, Nîmes Spectateurs : 2 497 Diffuseur : La chaîne L'Équipe (multiplex) et L'Équipe Live Arbitrage : Rémi Landry | Stade des Costières, Nîmes Spectateurs : 2 497 Diffuseur : La chaîne L'Équipe (multiplex) et L'Équipe Live Arbitrage : Rémi Landry |
| Samedi 18 septembre 2021 19h00 | Rapport                                  |         |                                         | Stade des Costières, Nîmes Spectateurs : 2 497 Diffuseur : La chaîne L'Équipe (multiplex) et L'Équipe Live Arbitrage : Rémi Landry | Stade des Costières, Nîmes Spectateurs : 2 497 Diffuseur : La chaîne L'Équipe (multiplex) et L'Équipe Live Arbitrage : Rémi Landry |

| 9e journée – 17e              | Amiens SC                   | 2 – 2   | Pau FC                          | | |
| Mardi 21 septembre 2021 20h00 | Pavlović 7e · Arokodare 76e | (1 – 1) | 38e (pen.) Lobry · 90e Dianessy | Stade de la Licorne, Amiens Spectateurs : 5 715 Diffuseur : La chaîne L'Équipe (multiplex) et L'Équipe Live Arbitrage : Marc Bollengier | Stade de la Licorne, Amiens Spectateurs : 5 715 Diffuseur : La chaîne L'Équipe (multiplex) et L'Équipe Live Arbitrage : Marc Bollengier |
| Mardi 21 septembre 2021 20h00 | Rapport                     |         |                                 | Stade de la Licorne, Amiens Spectateurs : 5 715 Diffuseur : La chaîne L'Équipe (multiplex) et L'Équipe Live Arbitrage : Marc Bollengier | Stade de la Licorne, Amiens Spectateurs : 5 715 Diffuseur : La chaîne L'Équipe (multiplex) et L'Équipe Live Arbitrage : Marc Bollengier |

| 10e journée – 17e                | AS Nancy lorraine | 1 – 1   | Amiens SC                   | | |
| Vendredi 24 septembre 2021 21h00 | Haag 61e          | (0 – 1) | 15e Mendy                   | Stade Marcel-Picot, Nancy Spectateurs : 6 010 Diffuseur : La chaîne L'Équipe (multiplex) et L'Équipe Live Arbitrage : Olivier Thual | Stade Marcel-Picot, Nancy Spectateurs : 6 010 Diffuseur : La chaîne L'Équipe (multiplex) et L'Équipe Live Arbitrage : Olivier Thual |
| Vendredi 24 septembre 2021 21h00 |                   | Rapport | 43e Arokodare · 45+3e Bamba | Stade Marcel-Picot, Nancy Spectateurs : 6 010 Diffuseur : La chaîne L'Équipe (multiplex) et L'Équipe Live Arbitrage : Olivier Thual | Stade Marcel-Picot, Nancy Spectateurs : 6 010 Diffuseur : La chaîne L'Équipe (multiplex) et L'Équipe Live Arbitrage : Olivier Thual |

| 11e journée – 18e           | Amiens SC | 0 – 0   | Toulouse FC | | |
| Samedi 2 octobre 2021 15h00 |           | (0 – 0) |             | Stade de la Licorne, Amiens Spectateurs : 11 733 Diffuseur : beIN Sports 3 Arbitrage : Mathieu Vernice | Stade de la Licorne, Amiens Spectateurs : 11 733 Diffuseur : beIN Sports 3 Arbitrage : Mathieu Vernice |
| Samedi 2 octobre 2021 15h00 | Rapport   |         |             | Stade de la Licorne, Amiens Spectateurs : 11 733 Diffuseur : beIN Sports 3 Arbitrage : Mathieu Vernice | Stade de la Licorne, Amiens Spectateurs : 11 733 Diffuseur : beIN Sports 3 Arbitrage : Mathieu Vernice |

| 12e journée – 19e            | Dijon Football | 1 – 0   | Amiens SC | | |
| Samedi 16 octobre 2021 19h00 | Dobre 59e      | (0 – 0) |           | Stade Gaston-Gérard, Dijon Spectateurs : 7 445 Diffuseur : La chaîne L'Équipe (multiplex) et Prime Video Arbitrage : Jérôme Miguelgorry | Stade Gaston-Gérard, Dijon Spectateurs : 7 445 Diffuseur : La chaîne L'Équipe (multiplex) et Prime Video Arbitrage : Jérôme Miguelgorry |
| Samedi 16 octobre 2021 19h00 | Rapport        |         |           | Stade Gaston-Gérard, Dijon Spectateurs : 7 445 Diffuseur : La chaîne L'Équipe (multiplex) et Prime Video Arbitrage : Jérôme Miguelgorry | Stade Gaston-Gérard, Dijon Spectateurs : 7 445 Diffuseur : La chaîne L'Équipe (multiplex) et Prime Video Arbitrage : Jérôme Miguelgorry |

| 13e journée – 18e            | Amiens SC                          | 3 – 0   | Valenciennes FC | | |
| Samedi 23 octobre 2021 19h00 | Lusamba 42e (pen.) 78e · Bamba 57e | (1 – 0) |                 | Stade de la Licorne, Amiens Spectateurs : 8 781 Diffuseur : La chaîne L'Équipe (multiplex) et Prime Video Arbitrage : Bartolomeu Varela | Stade de la Licorne, Amiens Spectateurs : 8 781 Diffuseur : La chaîne L'Équipe (multiplex) et Prime Video Arbitrage : Bartolomeu Varela |
| Samedi 23 octobre 2021 19h00 | Rapport                            |         |                 | Stade de la Licorne, Amiens Spectateurs : 8 781 Diffuseur : La chaîne L'Équipe (multiplex) et Prime Video Arbitrage : Bartolomeu Varela | Stade de la Licorne, Amiens Spectateurs : 8 781 Diffuseur : La chaîne L'Équipe (multiplex) et Prime Video Arbitrage : Bartolomeu Varela |

| 14e journée – 18e            | SC Bastia | 0 – 0   | Amiens SC | | |
| Samedi 30 octobre 2021 19h00 |           | (0 – 0) |           | Stade Armand-Cesari, Bastia Spectateurs : 8 018 Diffuseur : La chaîne L'Équipe (multiplex) et Prime Video Arbitrage : Thomas Léonard | Stade Armand-Cesari, Bastia Spectateurs : 8 018 Diffuseur : La chaîne L'Équipe (multiplex) et Prime Video Arbitrage : Thomas Léonard |
| Samedi 30 octobre 2021 19h00 | Rapport   |         |           | Stade Armand-Cesari, Bastia Spectateurs : 8 018 Diffuseur : La chaîne L'Équipe (multiplex) et Prime Video Arbitrage : Thomas Léonard | Stade Armand-Cesari, Bastia Spectateurs : 8 018 Diffuseur : La chaîne L'Équipe (multiplex) et Prime Video Arbitrage : Thomas Léonard |

| 15e journée – 19e            | Amiens SC | 0 – 0   | Stade Malherbe Caen | | |
| Samedi 6 novembre 2021 19h00 |           | (0 – 0) |                     | Stade de la Licorne, Amiens Spectateurs : 8 790 Diffuseur : La chaîne L'Équipe (multiplex) et Prime Video Arbitrage : Alexandre Perreau Niel | Stade de la Licorne, Amiens Spectateurs : 8 790 Diffuseur : La chaîne L'Équipe (multiplex) et Prime Video Arbitrage : Alexandre Perreau Niel |
| Samedi 6 novembre 2021 19h00 | Rapport   |         |                     | Stade de la Licorne, Amiens Spectateurs : 8 790 Diffuseur : La chaîne L'Équipe (multiplex) et Prime Video Arbitrage : Alexandre Perreau Niel | Stade de la Licorne, Amiens Spectateurs : 8 790 Diffuseur : La chaîne L'Équipe (multiplex) et Prime Video Arbitrage : Alexandre Perreau Niel |

| 16e journée – 19e             | Le Havre AC  | 1 – 1   | Amiens SC          | | |
| Samedi 20 novembre 2021 19h00 | Cornette 42e | (1 – 0) | 90e (pen.) Lusamba | Stade Océane, Le Havre Spectateurs : 5 120 Diffuseur : La chaîne L'Équipe (multiplex) et Prime Video Arbitrage : Jérôme Miguelgorry | Stade Océane, Le Havre Spectateurs : 5 120 Diffuseur : La chaîne L'Équipe (multiplex) et Prime Video Arbitrage : Jérôme Miguelgorry |
| Samedi 20 novembre 2021 19h00 | Rapport      |         |                    | Stade Océane, Le Havre Spectateurs : 5 120 Diffuseur : La chaîne L'Équipe (multiplex) et Prime Video Arbitrage : Jérôme Miguelgorry | Stade Océane, Le Havre Spectateurs : 5 120 Diffuseur : La chaîne L'Équipe (multiplex) et Prime Video Arbitrage : Jérôme Miguelgorry |

| 17e journée – 16e              | Amiens SC                   | 3 – 0   | USL Dunkerque | | |
| Vendredi 3 décembre 2021 21h00 | Badji 26e 90+2e · Akolo 80e | (1 – 0) |               | Stade de la Licorne, Amiens Spectateurs : 7 626 Diffuseur : La chaîne L'Équipe (multiplex) et Prime Video Arbitrage : Benjamin Lepaysant | Stade de la Licorne, Amiens Spectateurs : 7 626 Diffuseur : La chaîne L'Équipe (multiplex) et Prime Video Arbitrage : Benjamin Lepaysant |
| Vendredi 3 décembre 2021 21h00 | Rapport                     |         |               | Stade de la Licorne, Amiens Spectateurs : 7 626 Diffuseur : La chaîne L'Équipe (multiplex) et Prime Video Arbitrage : Benjamin Lepaysant | Stade de la Licorne, Amiens Spectateurs : 7 626 Diffuseur : La chaîne L'Équipe (multiplex) et Prime Video Arbitrage : Benjamin Lepaysant |

| 18e journée – 12e             | Amiens SC                         | 4 – 1   | Grenoble Foot | | |
| Samedi 11 décembre 2021 19h00 | Arokodare 35e 44e · Badji 51e 56e | (2 – 0) | 85e Anani     | Stade de la Licorne, Amiens Spectateurs : 7 853 Diffuseur : La chaîne L'Équipe (multiplex) et Prime Video Arbitrage : Frank Schneider | Stade de la Licorne, Amiens Spectateurs : 7 853 Diffuseur : La chaîne L'Équipe (multiplex) et Prime Video Arbitrage : Frank Schneider |
| Samedi 11 décembre 2021 19h00 | Rapport                           |         |               | Stade de la Licorne, Amiens Spectateurs : 7 853 Diffuseur : La chaîne L'Équipe (multiplex) et Prime Video Arbitrage : Frank Schneider | Stade de la Licorne, Amiens Spectateurs : 7 853 Diffuseur : La chaîne L'Équipe (multiplex) et Prime Video Arbitrage : Frank Schneider |

| 19e journée – 15e            | Paris FC      | 1 – 0   | Amiens SC | | |
| Mardi 21 décembre 2021 20h45 | Guilavogui 7e | (1 – 0) |           | Stade Charléty, Paris Spectateurs : 2 596 Diffuseur : La chaîne L'Équipe (multiplex) et Prime Video Arbitrage : Gaël Angoula | Stade Charléty, Paris Spectateurs : 2 596 Diffuseur : La chaîne L'Équipe (multiplex) et Prime Video Arbitrage : Gaël Angoula |
| Mardi 21 décembre 2021 20h45 | Rapport       |         |           | Stade Charléty, Paris Spectateurs : 2 596 Diffuseur : La chaîne L'Équipe (multiplex) et Prime Video Arbitrage : Gaël Angoula | Stade Charléty, Paris Spectateurs : 2 596 Diffuseur : La chaîne L'Équipe (multiplex) et Prime Video Arbitrage : Gaël Angoula |

| 20e journée – 17e             | Amiens SC  | reporté | AC ajaccien |                                                                                       |                                                                                       |
| Samedi 8 janvier 2022 19 h 00 |            | (–)     |             | Stade de la Licorne, Amiens Diffuseur : La chaîne L'Équipe (multiplex) et Prime Video | Stade de la Licorne, Amiens Diffuseur : La chaîne L'Équipe (multiplex) et Prime Video |
| Samedi 8 janvier 2022 19 h 00 | [ Rapport] |         |             | Stade de la Licorne, Amiens Diffuseur : La chaîne L'Équipe (multiplex) et Prime Video | Stade de la Licorne, Amiens Diffuseur : La chaîne L'Équipe (multiplex) et Prime Video |

| 21e journée – 18e            | US Quevilly | reporté | Amiens SC | | |
| Samedi 15 janvier 2022 19h00 |             | (–)     |           | Stade Robert-Diochon, Le Petit-Quevilly Diffuseur : La chaîne L'Équipe (multiplex) et Prime Video Arbitrage : Abdelatif Kherradji | Stade Robert-Diochon, Le Petit-Quevilly Diffuseur : La chaîne L'Équipe (multiplex) et Prime Video Arbitrage : Abdelatif Kherradji |
| Samedi 15 janvier 2022 19h00 | [ Rapport]  |         |           | Stade Robert-Diochon, Le Petit-Quevilly Diffuseur : La chaîne L'Équipe (multiplex) et Prime Video Arbitrage : Abdelatif Kherradji | Stade Robert-Diochon, Le Petit-Quevilly Diffuseur : La chaîne L'Équipe (multiplex) et Prime Video Arbitrage : Abdelatif Kherradji |

| 20e journée – 18e              | Amiens SC | 0 – 1   | AC ajaccien | | |
| Mercredi 19 janvier 2022 19h00 |           | (0 – 1) | 42e Nouri   | Stade de la Licorne, Amiens Spectateurs : 2 500 Diffuseur : Prime Video Arbitrage : Guillaume Paradis | Stade de la Licorne, Amiens Spectateurs : 2 500 Diffuseur : Prime Video Arbitrage : Guillaume Paradis |
| Mercredi 19 janvier 2022 19h00 | Rapport   |         |             | Stade de la Licorne, Amiens Spectateurs : 2 500 Diffuseur : Prime Video Arbitrage : Guillaume Paradis | Stade de la Licorne, Amiens Spectateurs : 2 500 Diffuseur : Prime Video Arbitrage : Guillaume Paradis |

| 22e journée – 14e            | Amiens SC                 | 3 – 0   | En Avant de Guingamp | | |
| Samedi 22 janvier 2022 19h00 | Badji 57e 63e · Akolo 84e | (1 – 0) |                      | Stade de la Licorne, Amiens Diffuseur : La chaîne L'Équipe (multiplex) et Prime Video Arbitrage : Frank Schneider | Stade de la Licorne, Amiens Diffuseur : La chaîne L'Équipe (multiplex) et Prime Video Arbitrage : Frank Schneider |
| Samedi 22 janvier 2022 19h00 | Rapport                   |         |                      | Stade de la Licorne, Amiens Diffuseur : La chaîne L'Équipe (multiplex) et Prime Video Arbitrage : Frank Schneider | Stade de la Licorne, Amiens Diffuseur : La chaîne L'Équipe (multiplex) et Prime Video Arbitrage : Frank Schneider |

| 21e journée – 13e              | US Quevilly | 1 – 1   | Amiens SC   | | |
| Mercredi 26 janvier 2022 19h00 | Gbellé 74e  | (0 – 1) | 42e Gnahoré | Stade Robert-Diochon, Le Petit-Quevilly Spectateurs : 2 200 Diffuseur : Prime Video Arbitrage : Abdelatif Kherradji | Stade Robert-Diochon, Le Petit-Quevilly Spectateurs : 2 200 Diffuseur : Prime Video Arbitrage : Abdelatif Kherradji |
| Mercredi 26 janvier 2022 19h00 | Rapport     |         |             | Stade Robert-Diochon, Le Petit-Quevilly Spectateurs : 2 200 Diffuseur : Prime Video Arbitrage : Abdelatif Kherradji | Stade Robert-Diochon, Le Petit-Quevilly Spectateurs : 2 200 Diffuseur : Prime Video Arbitrage : Abdelatif Kherradji |

| 23e journée – 14e           | FC Sochaux-Montbéliard | 1 – 1   | Amiens SC | | |
| Samedi 5 février 2022 19h00 | Do Couto Teixeira 21e  | (1 – 1) | 39e Badji | Stade Bonal, Sochaux Spectateurs : 6 623 Diffuseur : La chaîne L'Équipe (multiplex) et Prime Video Arbitrage : Frank Schneider | Stade Bonal, Sochaux Spectateurs : 6 623 Diffuseur : La chaîne L'Équipe (multiplex) et Prime Video Arbitrage : Frank Schneider |
| Samedi 5 février 2022 19h00 |                        | Rapport | 83e Zungu | Stade Bonal, Sochaux Spectateurs : 6 623 Diffuseur : La chaîne L'Équipe (multiplex) et Prime Video Arbitrage : Frank Schneider | Stade Bonal, Sochaux Spectateurs : 6 623 Diffuseur : La chaîne L'Équipe (multiplex) et Prime Video Arbitrage : Frank Schneider |

| 24e journée – 11e            | Amiens SC                   | 3 – 1   | Chamois niortais FC | | |
| Samedi 12 février 2022 19h00 | Badji 13e 36e · Gnahoré 77e | (2 – 0) | 76e Sissoko         | Stade de la Licorne, Amiens Spectateurs : 7 182 Diffuseur : La chaîne L'Équipe (multiplex) et Prime Video Arbitrage : Alexandre Perreau Niel | Stade de la Licorne, Amiens Spectateurs : 7 182 Diffuseur : La chaîne L'Équipe (multiplex) et Prime Video Arbitrage : Alexandre Perreau Niel |
| Samedi 12 février 2022 19h00 | Rapport                     |         |                     | Stade de la Licorne, Amiens Spectateurs : 7 182 Diffuseur : La chaîne L'Équipe (multiplex) et Prime Video Arbitrage : Alexandre Perreau Niel | Stade de la Licorne, Amiens Spectateurs : 7 182 Diffuseur : La chaîne L'Équipe (multiplex) et Prime Video Arbitrage : Alexandre Perreau Niel |

| 25e journée – 11e            | Rodez Football   | 1 – 1   | Amiens SC           | | |
| Samedi 19 février 2022 19h00 | Vilhjálmsson 40e | (1 – 1) | 24e (csc) Célestine | Stade Paul-Lignon, Rodez Spectateurs : 1 068 Diffuseur : La chaîne L'Équipe (multiplex) et Prime Video Arbitrage : Arnaud Baert | Stade Paul-Lignon, Rodez Spectateurs : 1 068 Diffuseur : La chaîne L'Équipe (multiplex) et Prime Video Arbitrage : Arnaud Baert |
| Samedi 19 février 2022 19h00 | Rapport          |         |                     | Stade Paul-Lignon, Rodez Spectateurs : 1 068 Diffuseur : La chaîne L'Équipe (multiplex) et Prime Video Arbitrage : Arnaud Baert | Stade Paul-Lignon, Rodez Spectateurs : 1 068 Diffuseur : La chaîne L'Équipe (multiplex) et Prime Video Arbitrage : Arnaud Baert |

| 26e journée – 11e            | Amiens SC                     | 3 – 0   | Nîmes Olympique | | |
| Samedi 26 février 2022 19h00 | Badji 32e · Arokodare 68e 83e | (1 – 0) |                 | Stade de la Licorne, Amiens Spectateurs : 7 354 Diffuseur : La chaîne L'Équipe (multiplex) et Prime Video Arbitrage : Marc Bollengier | Stade de la Licorne, Amiens Spectateurs : 7 354 Diffuseur : La chaîne L'Équipe (multiplex) et Prime Video Arbitrage : Marc Bollengier |
| Samedi 26 février 2022 19h00 | Rapport                       |         |                 | Stade de la Licorne, Amiens Spectateurs : 7 354 Diffuseur : La chaîne L'Équipe (multiplex) et Prime Video Arbitrage : Marc Bollengier | Stade de la Licorne, Amiens Spectateurs : 7 354 Diffuseur : La chaîne L'Équipe (multiplex) et Prime Video Arbitrage : Marc Bollengier |

| 27e journée – 11e        | Pau FC                      | 2 – 1   | Amiens SC   | | |
| Samedi 5 mars 2022 19h00 | El Melali 79e · Essende 84e | (0 – 1) | 8e Pavlović | Nouste Camp, Pau Spectateurs : 2 356 Diffuseur : La chaîne L'Équipe (multiplex) et Prime Video Arbitrage : Pierre Legat | Nouste Camp, Pau Spectateurs : 2 356 Diffuseur : La chaîne L'Équipe (multiplex) et Prime Video Arbitrage : Pierre Legat |
| Samedi 5 mars 2022 19h00 |                             | Rapport | 66e Zungu   | Nouste Camp, Pau Spectateurs : 2 356 Diffuseur : La chaîne L'Équipe (multiplex) et Prime Video Arbitrage : Pierre Legat | Nouste Camp, Pau Spectateurs : 2 356 Diffuseur : La chaîne L'Équipe (multiplex) et Prime Video Arbitrage : Pierre Legat |

| 28e journée – 9e          | Amiens SC | 1 – 0   | AS Nancy-Lorraine | | |
| Samedi 12 mars 2022 19h00 | Akolo 82e | (0 – 0) |                   | Stade de la Licorne, Amiens Spectateurs : 7 500 Diffuseur : La chaîne L'Équipe (multiplex) et Prime Video Arbitrage : Gaël Angoula | Stade de la Licorne, Amiens Spectateurs : 7 500 Diffuseur : La chaîne L'Équipe (multiplex) et Prime Video Arbitrage : Gaël Angoula |
| Samedi 12 mars 2022 19h00 | Rapport   |         |                   | Stade de la Licorne, Amiens Spectateurs : 7 500 Diffuseur : La chaîne L'Équipe (multiplex) et Prime Video Arbitrage : Gaël Angoula | Stade de la Licorne, Amiens Spectateurs : 7 500 Diffuseur : La chaîne L'Équipe (multiplex) et Prime Video Arbitrage : Gaël Angoula |

| 29e journée – 11e        | Toulouse FC                                                                      | 6 – 0   | Amiens SC   |                                                                                         |                                                                                         |
| Mardi 15 mars 2022 19h00 | Healey 10e 70e · Mendy 12e (csc) · Ngoumou 30e · van den Boomen 53e · Bangré 84e | (3 – 0) |             | Stadium, Toulouse Spectateurs : 7 119 Diffuseur : beIN Sports 2 Arbitrage : Rémi Landry | Stadium, Toulouse Spectateurs : 7 119 Diffuseur : beIN Sports 2 Arbitrage : Rémi Landry |
| Mardi 15 mars 2022 19h00 |                                                                                  | Rapport | 58e Lomotey | Stadium, Toulouse Spectateurs : 7 119 Diffuseur : beIN Sports 2 Arbitrage : Rémi Landry | Stadium, Toulouse Spectateurs : 7 119 Diffuseur : beIN Sports 2 Arbitrage : Rémi Landry |

| 30e journée – 13e         | Amiens SC | 1 – 1   | Dijon FCO           | | |
| Samedi 19 mars 2022 19h00 | Bamba 71e | (0 – 0) | 90+2e (csc) Dossevi | Stade de la Licorne, Amiens Spectateurs : 6 032 Diffuseur : La chaîne L'Équipe (multiplex) et Prime Video Arbitrage : Guillaume Paradis | Stade de la Licorne, Amiens Spectateurs : 6 032 Diffuseur : La chaîne L'Équipe (multiplex) et Prime Video Arbitrage : Guillaume Paradis |
| Samedi 19 mars 2022 19h00 | Rapport   |         |                     | Stade de la Licorne, Amiens Spectateurs : 6 032 Diffuseur : La chaîne L'Équipe (multiplex) et Prime Video Arbitrage : Guillaume Paradis | Stade de la Licorne, Amiens Spectateurs : 6 032 Diffuseur : La chaîne L'Équipe (multiplex) et Prime Video Arbitrage : Guillaume Paradis |

| 31e journée – 11e         | Valenciennes FC | 0 – 2   | Amiens SC     | | |
| Samedi 2 avril 2022 19h00 |                 | (0 – 2) | 29e 33e Akolo | Stade du Hainaut, Valenciennes Spectateurs : 5 450 Diffuseur : La chaîne L'Équipe (multiplex) et Prime Video Arbitrage : Arnaud Baert | Stade du Hainaut, Valenciennes Spectateurs : 5 450 Diffuseur : La chaîne L'Équipe (multiplex) et Prime Video Arbitrage : Arnaud Baert |
| Samedi 2 avril 2022 19h00 | Rapport         |         |               | Stade du Hainaut, Valenciennes Spectateurs : 5 450 Diffuseur : La chaîne L'Équipe (multiplex) et Prime Video Arbitrage : Arnaud Baert | Stade du Hainaut, Valenciennes Spectateurs : 5 450 Diffuseur : La chaîne L'Équipe (multiplex) et Prime Video Arbitrage : Arnaud Baert |

| 32e journée – 11e         | Amiens SC | 0 – 0   | SC Bastia | | |
| Samedi 9 avril 2022 19h00 |           | (0 – 0) |           | Stade de la Licorne, Amiens Spectateurs : 6 297 Diffuseur : La chaîne L'Équipe (multiplex) et Prime Video Arbitrage : Benjamin Lepaysant | Stade de la Licorne, Amiens Spectateurs : 6 297 Diffuseur : La chaîne L'Équipe (multiplex) et Prime Video Arbitrage : Benjamin Lepaysant |
| Samedi 9 avril 2022 19h00 | Rapport   |         |           | Stade de la Licorne, Amiens Spectateurs : 6 297 Diffuseur : La chaîne L'Équipe (multiplex) et Prime Video Arbitrage : Benjamin Lepaysant | Stade de la Licorne, Amiens Spectateurs : 6 297 Diffuseur : La chaîne L'Équipe (multiplex) et Prime Video Arbitrage : Benjamin Lepaysant |

| 33e journée – 10e          | Stade Malherbe Caen | 1 – 1   | Amiens SC     | | |
| Samedi 16 avril 2022 19h00 | Oniangué 52e        | (0 – 0) | 59e Arokodare | Stade Michel-d'Ornano, Caen Spectateurs : 11 263 Diffuseur : La chaîne L'Équipe (multiplex) et Prime Video Arbitrage : Bartolomeu Varela | Stade Michel-d'Ornano, Caen Spectateurs : 11 263 Diffuseur : La chaîne L'Équipe (multiplex) et Prime Video Arbitrage : Bartolomeu Varela |
| Samedi 16 avril 2022 19h00 |                     | Rapport | 77e Gene      | Stade Michel-d'Ornano, Caen Spectateurs : 11 263 Diffuseur : La chaîne L'Équipe (multiplex) et Prime Video Arbitrage : Bartolomeu Varela | Stade Michel-d'Ornano, Caen Spectateurs : 11 263 Diffuseur : La chaîne L'Équipe (multiplex) et Prime Video Arbitrage : Bartolomeu Varela |

| 34e journée – 11e         | Amiens SC | 0 – 2   | Le Havre AC               | | |
| Mardi 19 avril 2022 20h00 |           | (0 – 0) | 59e Alioui · 73e Sangante | Stade de la Licorne, Amiens Spectateurs : 6 574 Diffuseur : La chaîne L'Équipe (multiplex) et Prime Video Arbitrage : Alexandre Perreau Niel | Stade de la Licorne, Amiens Spectateurs : 6 574 Diffuseur : La chaîne L'Équipe (multiplex) et Prime Video Arbitrage : Alexandre Perreau Niel |
| Mardi 19 avril 2022 20h00 | Rapport   |         |                           | Stade de la Licorne, Amiens Spectateurs : 6 574 Diffuseur : La chaîne L'Équipe (multiplex) et Prime Video Arbitrage : Alexandre Perreau Niel | Stade de la Licorne, Amiens Spectateurs : 6 574 Diffuseur : La chaîne L'Équipe (multiplex) et Prime Video Arbitrage : Alexandre Perreau Niel |

| 35e journée – 11e            | USL Dunkerque | 0 – 0   | Amiens SC | | |
| Vendredi 22 avril 2022 21h00 |               | (0 – 0) |           | Stade Marcel-Tribut, Dunkerque Spectateurs : 3 400 Diffuseur : La chaîne L'Équipe (multiplex) et Prime Video Arbitrage : Olivier Thual | Stade Marcel-Tribut, Dunkerque Spectateurs : 3 400 Diffuseur : La chaîne L'Équipe (multiplex) et Prime Video Arbitrage : Olivier Thual |
| Vendredi 22 avril 2022 21h00 | Rapport       |         |           | Stade Marcel-Tribut, Dunkerque Spectateurs : 3 400 Diffuseur : La chaîne L'Équipe (multiplex) et Prime Video Arbitrage : Olivier Thual | Stade Marcel-Tribut, Dunkerque Spectateurs : 3 400 Diffuseur : La chaîne L'Équipe (multiplex) et Prime Video Arbitrage : Olivier Thual |

| 36e journée – 13e          | Grenoble Foot 38 | 1 – 1   | Amiens SC | | |
| Samedi 30 avril 2022 19h00 | Anani 39e        | (1 – 0) | 65e Badji | Stade des Alpes, Grenoble Spectateurs : 4 710 Diffuseur : La chaîne L'Équipe (multiplex) et Prime Video Arbitrage : Gaël Angoula | Stade des Alpes, Grenoble Spectateurs : 4 710 Diffuseur : La chaîne L'Équipe (multiplex) et Prime Video Arbitrage : Gaël Angoula |
| Samedi 30 avril 2022 19h00 | Rapport          |         |           | Stade des Alpes, Grenoble Spectateurs : 4 710 Diffuseur : La chaîne L'Équipe (multiplex) et Prime Video Arbitrage : Gaël Angoula | Stade des Alpes, Grenoble Spectateurs : 4 710 Diffuseur : La chaîne L'Équipe (multiplex) et Prime Video Arbitrage : Gaël Angoula |

| 37e journée – 13e       | Amiens SC | 1 – 2   | Paris FC                   | | |
| Samedi 7 mai 2022 19h00 | Badji 78e | (0 – 0) | 50e Chergui · 71e Mandouki | Stade de la Licorne, Amiens Spectateurs : 12 999 Diffuseur : La chaîne L'Équipe (multiplex) et Prime Video Arbitrage : Alexandre Perreau Niel | Stade de la Licorne, Amiens Spectateurs : 12 999 Diffuseur : La chaîne L'Équipe (multiplex) et Prime Video Arbitrage : Alexandre Perreau Niel |
| Samedi 7 mai 2022 19h00 | Rapport   |         |                            | Stade de la Licorne, Amiens Spectateurs : 12 999 Diffuseur : La chaîne L'Équipe (multiplex) et Prime Video Arbitrage : Alexandre Perreau Niel | Stade de la Licorne, Amiens Spectateurs : 12 999 Diffuseur : La chaîne L'Équipe (multiplex) et Prime Video Arbitrage : Alexandre Perreau Niel |

| 38e journée – 14e        | AJ Auxerre                 | 2 – 1   | Amiens SC   | | |
| Samedi 14 mai 2022 19h00 | Hein 33e · Charbonnier 62e | (1 – 0) | 82e Sangaré | Stade de l'Abbé-Deschamps, Auxerre Spectateurs : 17 051 Diffuseur : La chaîne L'Équipe (multiplex) et beIN Sports max 4 Arbitrage : Aurélien Petit | Stade de l'Abbé-Deschamps, Auxerre Spectateurs : 17 051 Diffuseur : La chaîne L'Équipe (multiplex) et beIN Sports max 4 Arbitrage : Aurélien Petit |
| Samedi 14 mai 2022 19h00 | Rapport                    |         |             | Stade de l'Abbé-Deschamps, Auxerre Spectateurs : 17 051 Diffuseur : La chaîne L'Équipe (multiplex) et beIN Sports max 4 Arbitrage : Aurélien Petit | Stade de l'Abbé-Deschamps, Auxerre Spectateurs : 17 051 Diffuseur : La chaîne L'Équipe (multiplex) et beIN Sports max 4 Arbitrage : Aurélien Petit |

### Coupe de France
| 7e tour                         | ES Anzin-Saint-Aubin (9) | 0 – 5   | Amiens SC |                                                         |                                                         |
| Samedi 13 novembre 2021 18 h 30 |                          | (0 – 0) | 52e Arokodare · 59e Arokodare · 65e Arokodare · 68e Mendy · 77e Gnahoré                                                                                      | Stade Degouve-Brabant, Arras Arbitrage : Mehdi Mokhtari | Stade Degouve-Brabant, Arras Arbitrage : Mehdi Mokhtari |
| Samedi 13 novembre 2021 18 h 30 | Rapport                  |         | | Stade Degouve-Brabant, Arras Arbitrage : Mehdi Mokhtari | Stade Degouve-Brabant, Arras Arbitrage : Mehdi Mokhtari |
| Samedi 13 novembre 2021 18 h 30 |                          | Équipes | Thuram - Mendy, Lachuer, Xantippe - Gene (Ciss, 75e), Gomis (Fofana, 75e), Gnahoré, Sy - Benet (Traoré, 75e) - Arokodare (Lahne, 69e), Badji (Diakhaby, 69e) | Stade Degouve-Brabant, Arras Arbitrage : Mehdi Mokhtari | Stade Degouve-Brabant, Arras Arbitrage : Mehdi Mokhtari |

| 8e tour                         | AC cambrésien (6) | 1 – 4   | Amiens SC |                                                            |                                                            |
| Samedi 27 novembre 2021 18 h 00 | Martin 3e         | (1 – 3) | 6e Benet · 28e Arokodare · 45e Gene · 90e+1 Badji | Stade de la Liberté, Cambrai Arbitrage : Cédric Dos Santos | Stade de la Liberté, Cambrai Arbitrage : Cédric Dos Santos |
| Samedi 27 novembre 2021 18 h 00 | Rapport           |         | | Stade de la Liberté, Cambrai Arbitrage : Cédric Dos Santos | Stade de la Liberté, Cambrai Arbitrage : Cédric Dos Santos |
| Samedi 27 novembre 2021 18 h 00 |                   | Équipes | Thuram - Mendy, Pavlovic , Fofana 2 - Gene, Benet (Lachuer, 72e), Gnahoré (Fofana 6, 72e), Sy - Lusamba (Gomis, 65e) - Diakhaby (Badji, 65e), Akolo (Arokodare, 25e) | Stade de la Liberté, Cambrai Arbitrage : Cédric Dos Santos | Stade de la Liberté, Cambrai Arbitrage : Cédric Dos Santos |

| 32e de finale                 | En Avant de Guingamp (2) | 2 – 3 | Amiens SC           | | |
| Samedi 18 décembre 2021 16h00 | Livolant 63e · Gomis 73e | (–)   | 20e 45+1e 55e Akolo | Stade du Roudourou, Guingamp Spectateurs : 3 572 Diffuseur : Eurosport 2 (multiplex) Arbitrage : Romain Lissorgue | Stade du Roudourou, Guingamp Spectateurs : 3 572 Diffuseur : Eurosport 2 (multiplex) Arbitrage : Romain Lissorgue |
| Samedi 18 décembre 2021 16h00 | Rapport                  |       |                     | Stade du Roudourou, Guingamp Spectateurs : 3 572 Diffuseur : Eurosport 2 (multiplex) Arbitrage : Romain Lissorgue | Stade du Roudourou, Guingamp Spectateurs : 3 572 Diffuseur : Eurosport 2 (multiplex) Arbitrage : Romain Lissorgue |

| 16e de finale                 | ESA Linas-Montlhéry (5)               | 3 – 3 3 - 4 t. a. b. | Amiens SC                           | | |
| Dimanche 2 janvier 2022 18h30 | Bouvil 64e · Bouvil 70e · Sylla 90+2e | (0 – 3)              | 48e Gnahoré · 50e Akolo · 53e Lahne | Stade Paul Desgouillons, Montlhéry Spectateurs : 1 500 Diffuseur : Eurosport Player Arbitrage : Florent Batta | Stade Paul Desgouillons, Montlhéry Spectateurs : 1 500 Diffuseur : Eurosport Player Arbitrage : Florent Batta |
| Dimanche 2 janvier 2022 18h30 | Rapport                               |                      |                                     | Stade Paul Desgouillons, Montlhéry Spectateurs : 1 500 Diffuseur : Eurosport Player Arbitrage : Florent Batta | Stade Paul Desgouillons, Montlhéry Spectateurs : 1 500 Diffuseur : Eurosport Player Arbitrage : Florent Batta |
| Dimanche 2 janvier 2022 18h30 | Roca · Duval · Lola · Tchabo · Bouvil | Tirs au but 3 - 4    | Lachuer · Zungu · Sy · Traoré       | Stade Paul Desgouillons, Montlhéry Spectateurs : 1 500 Diffuseur : Eurosport Player Arbitrage : Florent Batta | Stade Paul Desgouillons, Montlhéry Spectateurs : 1 500 Diffuseur : Eurosport Player Arbitrage : Florent Batta |

| 8e de finale                 | AS Nancy-Lorraine (2) | 0 – 2   | Amiens SC                   | | |
| Samedi 29 janvier 2022 16h15 |                       | (0 – 2) | 15e Lusamba · 38e Arokodare | Stade Marcel Picot, Tomblaine Spectateurs : 5 000 Diffuseur : Eurosport 2 (multiplex) Arbitrage : Bastien Depechy | Stade Marcel Picot, Tomblaine Spectateurs : 5 000 Diffuseur : Eurosport 2 (multiplex) Arbitrage : Bastien Depechy |
| Samedi 29 janvier 2022 16h15 | Rapport               |         |                             | Stade Marcel Picot, Tomblaine Spectateurs : 5 000 Diffuseur : Eurosport 2 (multiplex) Arbitrage : Bastien Depechy | Stade Marcel Picot, Tomblaine Spectateurs : 5 000 Diffuseur : Eurosport 2 (multiplex) Arbitrage : Bastien Depechy |

| 1/4 de finale              | AS Monaco FC (1)            | 2 – 0   | Amiens SC |                                                                                               |                                                                                               |
| Mardi 8 février 2022 21h00 | Tchouameni 4e · Volland 54e | (1 – 0) |           | Stade Louis-II, Monaco Spectateurs : 2 128 Diffuseur : Eurosport 2 Arbitrage : Amaury Delerue | Stade Louis-II, Monaco Spectateurs : 2 128 Diffuseur : Eurosport 2 Arbitrage : Amaury Delerue |
| Mardi 8 février 2022 21h00 | Rapport                     |         |           | Stade Louis-II, Monaco Spectateurs : 2 128 Diffuseur : Eurosport 2 Arbitrage : Amaury Delerue | Stade Louis-II, Monaco Spectateurs : 2 128 Diffuseur : Eurosport 2 Arbitrage : Amaury Delerue |

### Matchs amicaux
Camon
Le Havre
Charleroi
Ostende
Union Saint-Gilloise

## Statistiques

### Temps de jeu
| G  | Régis Gurtner        | 90 | 90 | 90 | 90 | 90 | 90 | 90 | 90 | 90 | 90 | 90 | 90 | 90 | 90 | 90 |    | 90 | -  | 90 | 90 | -  | 90 | -  | 90 | 90 | 90 | -  | 90 | -  | 90 | 90 | 90 | 90 | 90 | 90 | 90 | 45 | 90 | 90 | 90 | 90 | 90 | 90 | 90 |  |  |  |  |  |  |  |
| G  | Matthieu Rongier     | -  |    |    |    |    |    |    |    |    |    |    | -  |    |    |    | -  |    |    |    |    |    |    |    |    |    |    |    |    |    |    |    |    |    |    |    |    |    |    |    |    |    | -  | -  | -  |  |  |  |  |  |  |  |
| G  | Yohann Thuram-Ulien  |    | -  | -  | -  | -  | -  | -  | -  | -  | -  | -  |    | -  | -  | -  | 90 | -  | 90 | -  | -  | 90 | -  | 90 | -  | -  | -  | 90 | -  | 90 | -  | -  | -  | -  | -  | -  | -  | 45 | -  | -  | -  | -  |    |    |    |  |  |  |  |  |  |  |
| D  | Mickaël Alphonse     | 90 | 90 | 90 | 90 | 90 | 90 | 90 | 90 | 90 | 90 | 90 | 90 | 90 | 90 | 90 |    | 4  |    |    |    | 90 |    |    |    |    |    |    |    |    |    |    |    |    |    |    |    |    |    |    |    |    |    |    |    |  |  |  |  |  |  |  |
| D  | Youssouf Assogba     | -  |    | -  |    |    |    |    |    |    |    |    |    |    |    |    |    |    |    |    |    |    |    |    |    |    |    |    |    |    |    |    |    |    |    |    |    |    |    |    |    |    |    |    |    |  |  |  |  |  |  |  |
| D  | Amadou Diagne        |    |    |    |    |    |    |    |    |    |    |    |    |    |    |    |    |    |    |    |    |    |    | 12 |    |    |    |    |    |    |    |    |    |    |    |    |    |    |    |    |    |    |    |    |    |  |  |  |  |  |  |  |
| D  | Mamadou Fofana       |    |    |    | 90 | 90 | 90 | 90 | 90 | 90 | 73 | 1  | 14 | 90 | 90 | 90 |    | 90 | 90 | 90 | 90 | 90 | 90 |    |    |    |    |    | 3  | 90 | 90 | 90 | 90 | 90 | 90 | 90 | 90 | 90 | 90 | 90 | 90 | 90 | 90 | 90 | 90 |  |  |  |  |  |  |  |
| D  | Valentin Gendrey     | 90 |    |    |    |    |    |    |    |    |    |    |    |    |    |    |    |    |    |    |    |    |    |    |    |    |    |    |    |    |    |    |    |    |    |    |    |    |    |    |    |    |    |    |    |  |  |  |  |  |  |  |
| D  | Djibril Lamego       |    |    |    |    |    |    |    |    |    |    |    |    |    |    |    |    |    |    |    |    |    |    | -  |    |    |    |    |    |    |    |    |    |    |    |    |    |    |    |    |    |    |    |    |    |  |  |  |  |  |  |  |
| D  | Formose Mendy        | 5  | 79 |    | 90 | 90 | 90 | -  | -  | -  | 90 | 90 | 90 | 90 | 90 | 90 | 90 | 90 | 90 | 90 | 90 | 90 | 90 |    | 90 | 90 | 90 | 90 | 90 | 90 | 90 | 90 | 76 |    | 90 | 75 | 90 | 90 | 79 |    | 90 | 90 | 90 | 90 |    |  |  |  |  |  |  |  |
| D  | Nathan Monzango      |    | 90 | 90 | -  | -  | -  |    |    |    |    |    |    |    |    |    |    |    |    |    |    |    |    |    |    |    |    |    |    |    |    |    |    |    |    |    |    |    |    |    |    |    |    |    |    |  |  |  |  |  |  |  |
| D  | Nicholas Opoku       |    |    |    |    |    |    |    |    |    |    |    |    |    |    |    |    |    |    |    |    |    |    |    |    |    |    |    |    |    |    |    |    |    | -  | 27 | -  | 9  | 11 | 90 | 28 | 90 | 67 | -  | 90 |  |  |  |  |  |  |  |
| D  | Mateo Pavlović       |    |    |    |    |    |    | 90 | 90 | 90 | 23 | 90 | 90 | 90 | 90 | 90 |    |    | 90 | 90 |    |    | -  |    | 90 | 90 | 90 | 4  | 90 | 90 | 90 | 90 |    | 90 |    |    | 90 | 90 | 90 | 90 | 90 | 90 | 67 | 90 |    |  |  |  |  |  |  |  |
| D  | Harouna Sy           | .  | 90 | 71 | 90 | 90 | 90 | 86 | 1  | -  | 90 | 90 | 76 | 45 |    | -  | 90 |    | 90 | 90 | 90 | -  | 74 | 90 | 90 | -  | 2  | 90 | 87 | -  | -  | -  | -  | -  | -  | 90 | 90 |    |    | 90 | 25 | 90 | -  | 12 | 90 |  |  |  |  |  |  |  |
| D  | Matthéo Xantippe     | 90 | 11 |    | -  | -  | -  |    | 90 | 90 | -  | -  | 13 | 45 | 86 | 72 | 90 | 73 |    | -  | -  | 90 |    |    | -  | 90 | 88 | -  | -  | 90 | 90 | 90 | 90 | 90 | 90 |    | -  | 90 | 90 | 9  | 75 | -  | 90 | 78 | -  |  |  |  |  |  |  |  |
| M  | Jessy Benet          |    |    |    |    |    |    | 27 | 70 | 89 | 1  | 90 | 45 |    | 23 | 89 | 75 | 73 | 72 | 77 | 90 | 18 | 90 | 90 | 62 | 2  | 90 |    | 16 | 64 | 20 | 70 | 9  | 19 | 90 | 90 | 90 | 71 | 79 | 81 | 28 | 90 | 90 | 89 |    |  |  |  |  |  |  |  |
| M  | Henri Dupays         |    |    |    |    |    |    |    |    |    |    |    |    |    |    |    |    |    |    |    |    |    |    | -  |    |    |    |    |    |    |    |    |    |    |    |    |    |    |    |    |    |    |    |    |    |  |  |  |  |  |  |  |
| M  | Mamadou Fofana       | 23 | 7  | 90 | 12 | 18 | 72 | 27 |    |    |    | -  |    |    |    |    | 15 |    | 18 |    |    | 18 |    |    |    |    | -  | 17 |    | -  |    | -  | 3  | 10 |    | 15 | -  | 1  | 6  |    |    | 5  | 23 | 11 | 25 |  |  |  |  |  |  |  |
| M  | Owen Gene            |    |    |    |    |    |    |    |    |    |    |    |    | -  | -  |    | 75 | 86 | 90 | 87 | 82 |    | 90 | 90 | 90 | 88 | 88 | -  | 90 | 90 | 90 | 90 | 90 | 90 |    | 15 | 68 | 81 | 84 | 77 |    | -  | 23 | 79 | 65 |  |  |  |  |  |  |  |
| M  | Eddy Gnahoré         |    |    |    |    |    |    |    |    |    |    |    |    | 5  | 14 | 18 | 90 | 73 | 72 | 89 | 61 | 3  | 74 | 90 | 62 | 14 | 89 | 73 | 74 | 15 | 85 |    | 81 | 87 |    |    |    |    |    |    |    |    |    |    |    |  |  |  |  |  |  |  |
| M  | Iron Gomis           | 74 | 72 | 19 | 18 | 18 | 25 | 63 | 70 | 10 | 17 | 8  | 62 |    |    |    | 75 | 17 | 25 | 1  | 9  | 3  | 16 | 78 | 9  | 2  | 2  | 90 |    |    |    |    |    |    |    |    |    |    |    |    |    |    |    |    |    |  |  |  |  |  |  |  |
| M  | Ibrahima Keita       |    |    |    |    |    |    |    |    |    |    |    |    |    |    |    |    |    |    |    |    |    |    | 23 |    |    |    |    |    |    |    |    |    |    |    |    |    | -  |    |    |    |    |    |    |    |  |  |  |  |  |  |  |
| M  | Mathis Lachuer       | 90 | 83 | 60 | 78 | 72 | 90 | 63 | -  |    | 89 | 89 | 77 | 90 | 67 | 1  | 90 | -  | 18 |    | 29 | 72 | 16 | 90 | 81 | 7  | 1  | 90 | 3  | 7  | 5  | -  | 14 | 90 | 15 | 27 | 6  | 1  | -  | -  | -  | 85 | 23 | 1  | 65 |  |  |  |  |  |  |  |
| M  | Emmanuel Lomotey     | 85 |    | 90 | 90 | 67 |    |    | 90 | 90 | 90 |    | 13 | 90 | 90 | 72 |    | 90 |    | 13 | 90 | 90 | 90 |    | -  | 90 | 90 | 90 | 90 | 75 | 20 |    |    |    | 90 | 58 |    | 19 | 11 | 9  | 90 | 19 | 67 | 64 | 90 |  |  |  |  |  |  |  |
| M  | Arnaud Lusamba       |    | 90 | 90 | 90 | 90 | 90 | 90 | 90 | 90 | 66 | 90 | 90 | 85 | 76 | 72 |    | 90 | 65 | 87 | 81 | -  | 74 |    | 28 | 88 | 90 | 90 | 66 | 26 | 70 | 90 | 90 |    | 90 | 90 | 90 | 89 | 90 | 15 | 62 | 19 | 45 | 90 | 79 |  |  |  |  |  |  |  |
| M  | Jayson Papeau        | 16 | 19 |    | 72 | 72 | 65 |    |    |    |    |    |    |    |    |    |    |    |    |    |    |    |    |    |    |    |    |    |    |    |    |    |    |    |    |    |    |    |    |    |    |    |    |    |    |  |  |  |  |  |  |  |
| M  | Gaoussou Traoré      | 67 | -  | -  |    |    |    |    |    |    |    | 1  |    |    |    |    | 15 |    |    |    |    |    |    | 90 |    |    |    | -  |    | -  |    | -  |    | -  | 2  |    |    | -  |    |    |    |    |    |    | 25 |  |  |  |  |  |  |  |
| M  | Bongani Zungu        |    |    |    |    |    |    |    |    |    |    |    |    |    |    |    |    |    |    |    |    | 87 | 16 | 90 | 90 | 76 | 12 | 86 | 83 |    |    | 90 | 90 | 66 |    |    |    | 90 | 64 | 90 | 20 | 71 |    |    |    |  |  |  |  |  |  |  |
| A  | Toluwalase Arokodare |    | 71 | 90 | 12 | 26 | 26 | 27 | 20 | 24 | 43 |    | 45 | 24 |    | 23 | 69 | 67 | 65 | 77 | 71 | 72 | 75 |    | 28 | 77 | 12 | 81 | 66 | 26 | 69 | 80 | 90 | 90 | 75 | 56 | 22 | 90 | 90 | 81 | 28 | 71 | 45 | 27 | 65 |  |  |  |  |  |  |  |
| A  | Chadrac Akolo        | 90 | 72 | 45 |    | 26 | 65 |    | 20 | 80 | 67 | 89 | 77 | 11 | 23 | 18 |    |    | 25 | 13 | 19 | 65 | 58 | 67 | 62 | 13 |    | 4  | 24 | 64 | 21 |    | 9  | 71 | 15 | 34 | 68 | 89 | 64 | 84 | 62 | 79 | 45 | 63 | 25 |  |  |  |  |  |  |  |
| A  | Aliou Badji          |    |    |    |    |    | 64 | 63 | 70 | 66 |    |    |    | 66 | 67 | 67 | 69 | 23 | 25 | 90 | 61 | 25 | 15 |    | 28 | 90 | 78 | 86 | 87 | 83 | 87 | 90 | 81 |    | 89 | 63 | 90 |    | 26 |    | 90 |    | 90 | 90 | 90 |  |  |  |  |  |  |  |
| A  | Kader Bamba          |    |    |    |    |    |    | 90 | 89 | 89 | 45 |    |    | 79 | 90 | 90 |    | 90 |    | 3  | 29 | 87 | 32 |    | 90 | 83 | 78 | 9  | 24 | 83 | 70 | 20 | 87 | 80 | 88 | 75 | 84 |    | 26 | 75 | 70 |    | 45 | 26 | 65 |  |  |  |  |  |  |  |
| A  | Amadou Ciss          | 23 | 18 | 36 | 89 | 64 | 18 |    |    |    |    |    |    |    |    |    | 15 | 17 | -  | 3  | 8  | -  |    |    |    |    |    |    |    |    |    |    |    |    |    |    |    |    |    |    |    |    |    |    |    |  |  |  |  |  |  |  |
| A  | Adama Diakhaby       | 74 | 90 | 54 |    |    | 25 | 54 |    | 1  | 24 | 82 | 28 |    | 4  | 18 | 21 | 17 | 65 |    |    |    |    |    |    |    |    |    |    |    |    |    |    |    |    |    |    |    |    |    |    |    |    |    |    |  |  |  |  |  |  |  |
| A  | Matthieu Dossevi     |    |    |    |    |    |    | 36 |    |    |    |    |    |    |    |    |    |    |    |    |    |    |    |    |    |    |    |    |    |    |    |    | -  | -  | 75 | 63 | 22 |    |    | 6  | 62 | 11 |    |    | 25 |  |  |  |  |  |  |  |
| A  | Charbel Gomez        | 16 |    | 45 | 1  |    |    |    |    |    |    | 19 | 28 | -  | -  |    |    |    |    |    |    |    |    |    |    |    |    |    |    |    |    |    |    |    |    |    |    |    |    |    |    |    |    |    |    |  |  |  |  |  |  |  |
| A  | Jack Lahne           | 67 | 18 | 30 | 78 | 64 |    | 4  | 20 | 1  | -  | 71 | 62 |    |    |    | 21 |    |    |    |    |    |    | 90 |    |    |    |    |    |    |    |    |    |    |    |    |    |    |    |    |    |    |    |    |    |  |  |  |  |  |  |  |
| A  | Mustapha Sangaré     |    |    |    |    |    |    |    |    |    |    |    |    |    |    |    |    |    |    |    |    |    |    |    |    |    |    | -  |    | 7  | 3  | 10 |    | 3  | 1  | -  |    |    |    |    |    |    |    |    | 11 |  |  |  |  |  |  |  |
| P. | Joueur               | 1  | 2  | 3  | 4  | 5  | 6  | 7  | 8  | 9  | 10 | 11 | 12 | 13 | 14 | 15 | F1 | 16 | F2 | 17 | 18 | F3 | 19 | F4 | 20 | 22 | 21 | F5 | 23 | F6 | 24 | 25 | 26 | 27 | 28 | 29 | 30 | 31 | 32 | 33 | 34 | 35 | 36 | 37 | 38 |  |  |  |  |  |  |  |

|    | Non présent dans l'effectif                         |
|    | Suspendu                                            |
|    | Blessé, malade, convalescent ou en phase de reprise |
|    | En sélection                                        |
| 70 | Expulsé                                             |